# Roger Nilsen
Roger Nilsen (Tromsø, 1969. augusztus 8. –) norvég válogatott labdarúgó, edző.

## Pályafutása

### Klubcsapatban
Pályafutását szülővárosa csapatában a Tromsø-ben kezdte 1987-ben, majd ezt követően a Viking csapathoz igazolt, mellyel 1991-ben megnyerte a norvég bajnokságot. 1993-ban a német 1. FC Köln vette kölcsön, majd a szezon végén távozott a Sheffield Unitedhez. Pályafutása leghosszabb részét itt töltötte, hat szezonon keresztül erősítette az angol együttest. Ezt követően játszott még a Tottenham Hotspur, a Grazer AK, a Molde, a Bryne és a harmadosztályú Stavanger csapataiban.

### A válogatottban
A norvég U21-es válogatottban 1989 és 1992 között 19 mérkőzésen 2 alkalommal volt eredményes. Részt vett az 1989-es ifjúsági világbajnokságon.
1990 és 2000 között 32 alkalommal szerepelt a norvég válogatottban és 3 gólt szerzett. 1990. október 31-én egy Kamerun elleni barátságoson mutatkozott be. Első gólját 1992. augusztus 26-án szerezte Svédország ellen. Részt vett az 1994-es világbajnokságon, de nem lépett pályára egyetlen mérkőzéses sem. 

## Sikerei, díjai
Viking
- Norvég bajnok (1): 1991
- Norvég kupa (1): 1989

Grazer AK
- Osztrák kupa (1): 1999–2000
- Osztrák szuperkupa (1): 2002

## Külső hivatkozások
- Roger Nilsen adatlapja a National-Football-Teams.com oldalon (angolul)

- Roger Nilsen (angol nyelven). FootballDatabase.eu
- Roger Nilsen (angol nyelven). eu-football.info